# Overklit
Overklit eller Ørklit (Årklit) beliggende i Vennebjerg Sogn, Vennebjerg Herred, Hjørring Amt er en Herregård, som i 1552 tilhørte Niels Iversen Juel (Krabbe – Juel). Overklit hører under Aastrup og har derfor de samme ejere. 